# Pavel Blažek
Pavel Blažek (* 8. dubna 1969 Brno), přezdívaný médii, internetovými slovníky i sám sebou jako Don Pablo, je český advokát a politik, v letech 2012–2013 a 2021–2025 ministr spravedlnosti ČR nejdříve ve vládě Petra Nečase a podruhé v kabinetu Petra Fialy. V období 2024–2025 byl předsedou Legislativní rady vlády ČR, v letech 2010 až 2014 místopředsedou ODS. Mezi roky 2002 až 2014 byl zastupitelem města Brna. Od října 2013 je poslancem Poslanecké sněmovny Parlamentu ČR.

## Osobní život
Narodil se v Brně, kde v letech 1987–1992 studoval Právnickou fakultu Masarykovy univerzity, získal titul Mgr. a v roce 1996 zde dokončil doktorské studium správního a pozemkového práva. V roce 1992 také absolvoval šestitýdenní stáž na univerzitě v nizozemském Utrechtu zaměřené na evropskou kulturu, politiku a právo. V letech 1992–2002 působil na Právnické fakultě MU v Brně jako interní odborný asistent na Katedře správního práva. Od roku 1996 vykonává praxi, působí jako advokát v advokátní kanceláři Kyjovský, Blažek a kolegové v Brně. Jeho manželkou je brněnská exekutorka Alena Blažková. Má dvě děti.
Mimo politiku Pavel Blažek také podniká. V roce 2021 měl poloviční podíl ve firmě Slide, a.s., která byla založena v roce 2003. Blažek firmu převzal spolu s dalším brněnským politikem Robertem Kerndlem (ODS) v roce 2006. Firma vlastní dům v centru Brna, který byl privatizován v době, kdy byl Blažek brněnským zastupitelem. V roce 2021 firma podle zjištění Radiožurnálu nezveřejňovala v Obchodním rejstříku aktuální účetní závěrky.
V minulosti byl společníkem ve firmách DŘEVMAT s.r.o. (2005–2012), HORESO, s.r.o (2000–2004), Libiczek s.r.o. (2010–2012), TEXPON s.r.o. (2001–2012). Od devadesátých let byl členem Nadačního fondu - občané Brnu střed.

## Politická kariéra

### Komunální politik
Do ODS vstoupil v roce 1998 a v témže roce byl zvolen do zastupitelstva městské části Brno-střed, kde se po čtyřech letech stal i radním. V letech 2002 až 2014 byl brněnským zastupitelem, byl předsedou brněnského oblastního sdružení ODS a 20. června 2010 též na čtyři roky zvolen místopředsedou ODS.
Krátce před 20. kongresem ODS, konaným 21.–22. listopadu 2009, se jeho jméno objevilo na novináři sestaveném seznamu krajských kmotrů – mocných zákulisních hráčů, s nimiž se rozhodl bojovat tehdejší stranický předseda Mirek Topolánek. Blažek své zařazení na tento seznam označil za nesmysl.

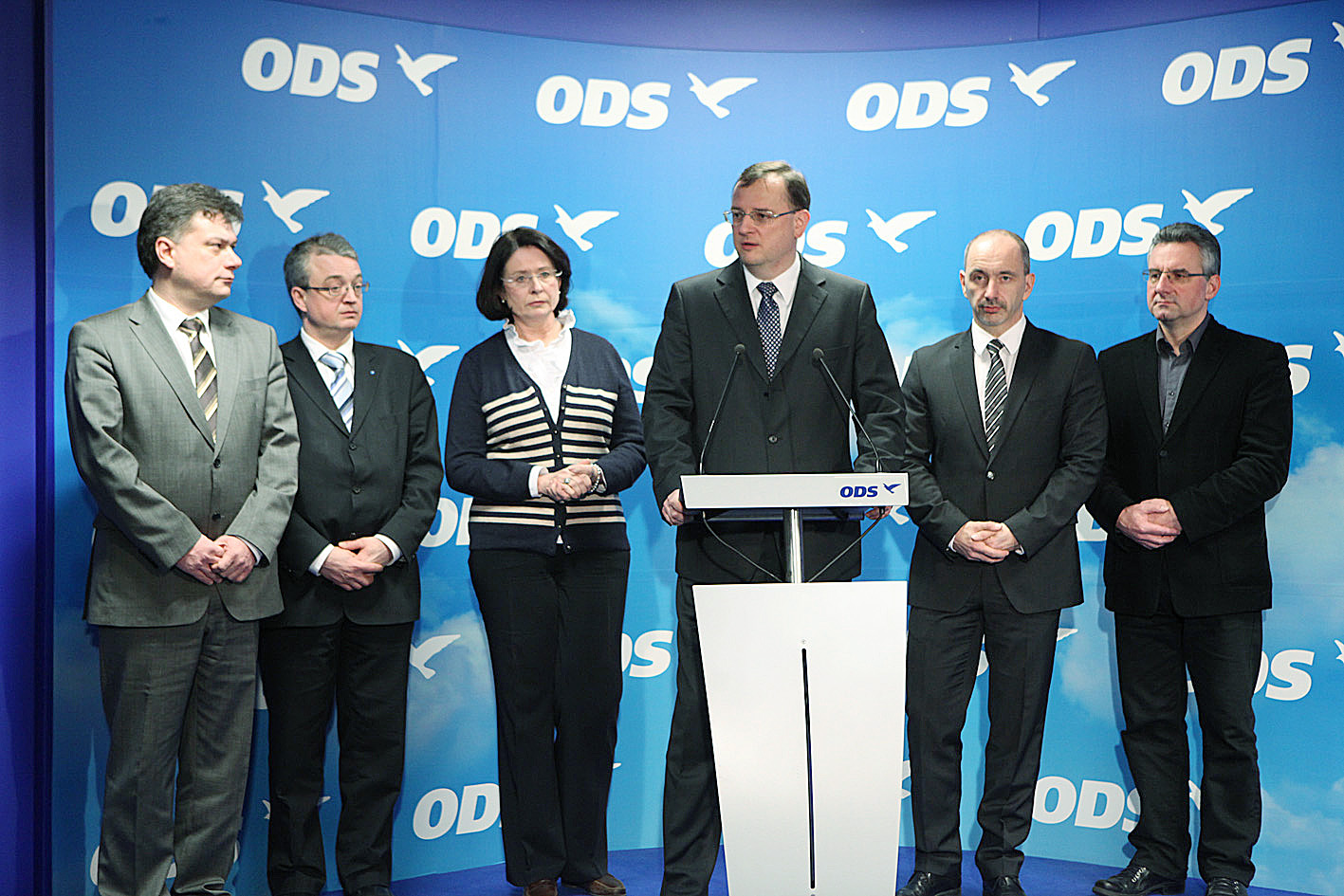
Vedení ODS v roce 2013, zleva Pavel Blažek, Marek Benda, Miroslava Němcová, Petr Nečas, Martin Kuba, Jan Zahradil

Několik týdnů po zvolení místopředsedou ODS vyšlo najevo, že manželka Pavla Blažka dostávala od roku 2002, kdy začal Blažek působit jako radní Městské části Brno-střed, od úřadu této městské části zakázky na exekuce. Během let 2002–2009 získala přibližně 90 % zakázek v oblasti exekucí, za které inkasovala 1,9 milionu korun. Pavel Blažek konflikt zájmů na dotaz HN vyloučil a řekl, že ani mravně nešlo o konflikt zájmů.
Po komunálních volbách 2010 přistoupila v listopadu brněnská ODS na návrh ČSSD o vytvoření velké koalice. Přestože ODS získala ve volbách jen 22 % hlasů, oproti 30,4 % hlasů pro ČSSD, získala většinu v Radě města Brna, sociálním demokratům připadl post primátora. Tahounem podpory velké koalice uvnitř ODS byl právě její brněnský předseda Pavel Blažek. Přitom občanská demokracie mohla jít do koalice s TOP 09 a KDU-ČSL a obsadit v Brně post primátora, místo toho se i na nátlak Blažka rozhodla spojením se sociálními demokraty nechat v čele Brna pokračovat Romana Onderku z ČSSD.
V listopadu 2010 Petr Nečas odvolal Blažka z dozorčí rady Lesů ČR s tím, že „v dozorčí radě tak zásadního podniku, jako jsou Lesy ČR, musí být člověk, který má důvěru premiéra.“ Blažek zprávu o svém odvolání odmítl a tvrdil, že sám rezignoval. O tom, že mu premiér nedůvěřuje, se dozvěděl z médií a tuto skutečnost označil za příznačnou pro kvalitu Nečasovy komunikace s členy ODS. Média spekulovala, že za odvoláním stojí Nečasův odpor k velké koalici v Brně.
| „              | Ale to je neuvěřitelný mediální mýtus, já jsem z dozorčí rady Lesů ČR odešel sám a vůbec to nesouviselo s Petrem Nečasem. Tedy – on nařídil, abych byl odvolán, ale to už jsem byl pryč. Celé to vzniklo z podezření, že mám v centrále Úřadu pro ochranu hospodářské soutěže v Brně nějaké kontakty a mám tendenci zasahovat do jeho rozhodování ohledně nějakých tendrů. Ale to jsem v životě neudělal, ten důvod k odstoupení byl jiný. (...) Stal jsem se radním města Brna. Po dvou dnech jsem pochopil, že obě práce nejde stihnout. | “ |
| — Pavel Blažek | |   |

S ohledem na svoje kontroverzní působení si v Brně vysloužil přezdívku „don Pablo“, kterou začala používat i média.

### Ministr spravedlnosti v Nečasově vládě

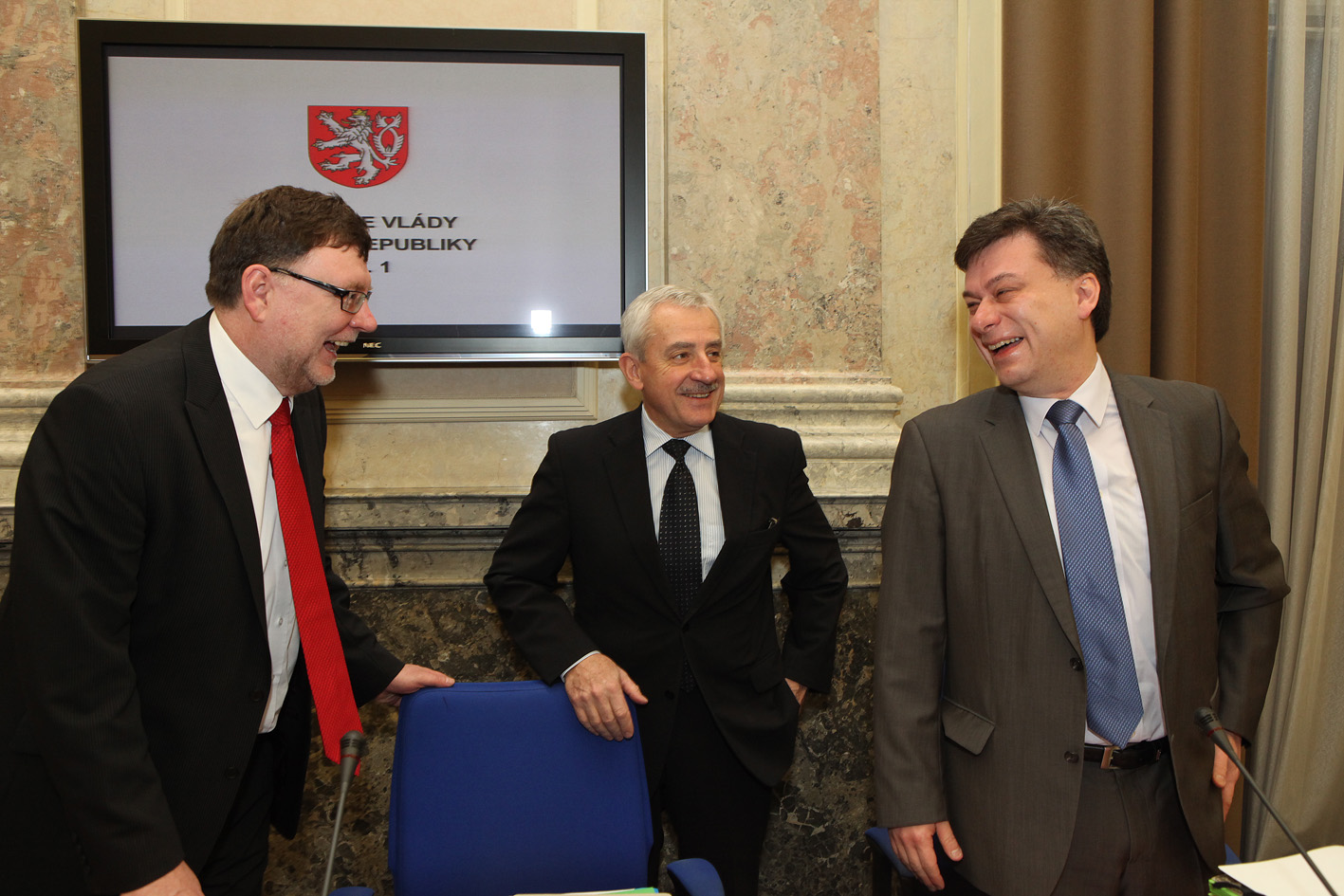
Během zasedání vlády v roce 2013, zleva Zbyněk Stanjura, Leoš Heger a Pavel Blažek

Po kritizovaném nezvykle rychlém odvolání ministra Pospíšila, které bylo zdůvodněno „manažerským pochybením“, byl jako jeho nástupce premiérem Nečasem vybrán právě Pavel Blažek. Prezident republiky jej členem Nečasovy vlády jmenoval 3. července 2012 v 10 hodin.

#### Obvinění z trestného činu
Dne 31. července 2012 publicista Jan Urban a obecně prospěšná organizace Kverulant.org zveřejnili prohlášení, ve kterém obvinili Pavla Blažka ze spáchání trestného činu podle § 209 trestního zákoníku – podvodu. Konstatovali, že Pavel Blažek selhal jako státní zástupce v kauze Diag Human, kdy měl být ve střetu zájmů a kde měl svými rozhodnutími připravit stát o zhruba 8 miliard korun. Také obvinili Pavla Blažka ze lhaní a podvádění, z těchto důvodů žádali jeho odstoupení, a svá tvrzení dokládali dokumenty, které Blažkovo jednání mají dokazovat.

#### Vydání Alexeje Torubarova
V dubnu 2013 podepsal vydání Alexeje Torubarova do Ruska, přestože nebylo dosud rozhodnuto o jeho žádosti o azyl. Z tohoto důvodu podal Stanislav Torubarov, syn vydaného, na Pavla Blažka trestní oznámení. Podle nálezu Ústavního soudu z června 2014 bylo Blažkovo rozhodnutí protiprávní.

### Poslanec a ministr spravedlnosti ve Fialově vládě
Ve volbách do Poslanecké sněmovny Parlamentu ČR v roce 2013 byl zvolen poslancem Parlamentu České republiky.
Ve volbách do Poslanecké sněmovny Parlamentu ČR v roce 2017 obhájil svůj poslanecký mandát za ODS v Jihomoravském kraji. Získal 3 702 preferenčních hlasů.
Ve volbách do Poslanecké sněmovny Parlamentu ČR v roce 2021 kandidoval z pozice člena ODS na 4. místě kandidátky koalice SPOLU (tj. ODS, KDU-ČSL a TOP 09) v Jihomoravském kraji. Získal 9 903 preferenčních hlasů a stal se poslancem.
V listopadu 2021 se stal kandidátem ODS na post ministra spravedlnosti ČR ve vznikající vládě Petra Fialy (tj. koalice SPOLU a PirSTAN). V polovině prosince 2021 jej do této funkce prezident ČR Miloš Zeman jmenoval, a to na zámku v Lánech. Po příchodu na Ministerstvo spravedlnosti provedl systemizaci míst a dva dostupné posty politických náměstků obsadil svými lidmi (Antonínem Stanislavem a Radomírem Daňhelem (oba ODS), ačkoliv jeden z nich měl připadnout zástupci STAN Karlu Dvořákovi.
Dne 19. června 2023 odhlasovali členové Pirátů usnesení, že ministr Blažek ve své funkci ohrožuje důvěru ve spravedlnost a právní stát. V říjnu 2024 se stal předsedou Legislativní rady vlády poté, co ve funkci nahradil dosavadního předsedu a zároveň ministra pro legislativu Michala Šalomouna.
Ve volbách do Poslanecké sněmovny Parlamentu ČR v roce 2025 měl původně kandidovat z pozice člena ODS na 4. místě kandidátky koalice SPOLU (tj. ODS, KDU-ČSL a TOP 09) v Jihomoravském kraji. V reakci na bitcoinovou kauzu oznámil 30. května 2025, že se rozhodl podat demisi na funkci ministra spravedlnosti. Následně 3. června 2025 prohlásil, že ve volbách na podzim 2025 již nebude kandidovat. O den později přijal prezident Petr Pavel jeho demisi k 9. červnu 2025.
Dne 7. června si nechal pozastavit členství v ODS. Krom toho také rezignoval na funkci předsedy jihomoravského regionálního sdružení strany.

## Kontroverze

### Policejní razie na radnici Brno-střed
Dne 10. srpna 2020 v 8:00 začala Policie ČR a NCOZ vyšetřovat brněnské politiky ODS kvůli podezření, že kupčili s brněnským majetkem a brali milionové úplatky. Mezi vyšetřovanými jsou mimo jiné i Pavel Blažek, jeho tehdejší náměstek Radomír Daňhel, primátorka Brna Markéta Vaňková i její náměstek Robert Kerndl. Policie akci ukončila následujícího dne ve 3:45 ráno. Kvůli razii byly v pondělí zcela uzavřeny čtyři odbory – investiční, ekonomický, bytový, správa nemovitostí a také archiv.

### Brněnská kauza s byty
Po vypuknutí brněnské bytové kauzy měl požadovat jména soudců, kteří rozhodovali o vazbě nebo domovních prohlídkách. Stejně tak měl během několika měsíců rozeslat žalobcům čtyři žádosti o informace týkající se kauzy. Mezi podezřelými mají být totiž i někteří jeho známí. Dle jeho slov je potřeba zkoumat, zda vazba nebyla udělena nezákonně, a jedná se o běžný postup. Podle Transparency International může jít o snahu narušit vyšetřování.

### Setkání s Martinem Nejedlým
Dne 16. srpna 2023 reportéři Seznam Zpráv zastihli Pavla Blažka při setkání s bývalým poradcem Miloše Zemana Martinem Nejedlým v restauraci v Praze na Žižkově. „Byla obrovská bouřka,“ zdůvodnil Blažek, proč se do restaurace uchýlil. Náhodou zde potkal Nejedlého. Ačkoli bydlí nedaleko, nebylo podle něj možné během bouře restauraci opustit, přisedl si proto k Nejedlému a jeho známým. Odešel po pěti hodinách.
Premiér Petr Fiala označil setkání za nevhodné, na rezignaci to ale podle něj není, Blažek podle něj od vedení ODS dostal „žlutou kartu“. Okolnosti schůzky pak Blažek vysvětloval i na schůzce zástupců vedení koaličních stran. Předseda Pirátů Ivan Bartoš na pirátském fóru uvedl, že v průběhu jednání vyzval premiéra i Blažka, aby zvážili konec jeho působení na ministerstvu.

### Machinace s majetky zadlužených firem
V říjnu 2024 Seznam Zprávy uvedly, že Blažek se svým kamarádem a obchodním partnerem Radomírem Daňhelem (ODS) machinovali s majetky zadlužených firem. Daňhel v téže době působil coby Blažkův náměstek na Ministerstvu spravedlnosti. Z pověření soudu měli oba coby insolvenční správci prodat pozemky či domy krachujících společností co nejdráže, aby pak zaplatili maximum dluhů věřitelům. Reportéři ale zjistili, že v některých případech nemovitosti skončily u firem se zastřenými majiteli, které ale spravovali spolupracovníci politiků. 
V roce 2001 například Blažek výhodně prodal pozemky krachující firmy Komplet firmě Breas, kterou založil Daňhel a později do ní investoval sám Blažek. Před prodejem pozemku z firmy odešel a prodal ji Radovanu Novotnému, pozdějšímu vlivnému tajemníkovi radnice Brno-střed z éry vlády ODS, který dostal v roce 2011 čtyři roky vězení za korupci. K dřívějšímu vlastnictví firmy Breas se však v roce 2024 nehlásil ani Blažek, ani Novotný. 
V roce 2017 firmu opět převzal Daňhel. V průběhu let se ale v orgánech společnosti Breas střídali Blažkovi spolupracovníci z brněnské ODS – například primátorka Brna Markéta Vaňková nebo místostarosta radnice Brno-střed Roman Kotěra. Firma Breas, Blažek a Blažkovy jiné firmy figurovaly i v dalších případech machinací s majetky.

### Přijetí bitcoinů od trestané osoby
Na jaře 2025 ministerstvo spravedlnosti pod jeho vedením přijalo dar přibližně 480 bitcoinů, které následně vydražilo za celkovou částku 957 milionů korun. Kryptoměnu získalo od Tomáše Jiřikovského, který byl v roce 2017 odsouzen za zpronevěru a obchodování s drogami. Počátkem roku 2025 soud rozhodl, že Jiřikovskému bude navrácena zabavená elektronika, která obsahovala i bitcoinovou peněženku. Jiřikovského advokát Kárim Titz se následně obrátil na ministra Blažka, s nímž se dlouhodobě zná, s nabídkou, že jeho klient 30 % bitcoinů věnuje resortu. Ministr tuto nabídku přijal. Darem se následně zabývala policie. Podle ní mohlo tímto způsobem dojít k pokusu o legalizaci příjmů z trestné činnosti. Blažek kritiku odmítl. Uvedl, že vše bylo „ultračisté“ a že je to jen „hnusná hra policistů“, kteří Jiřikovskému závidí.
Kauzou se začalo zabývat Vrchní státní zastupitelství v Olomouci, které vyšetřuje podezření ze tří trestných činů včetně zneužití pravomoci úřední osoby a legalizace výnosů z trestné činnosti. Blažek v souvislosti s kauzou 30. května 2025 oznámil, že se rozhodl podat demisi na funkci ministra spravedlnosti a v úřadě jej 10. června téhož roku nahradila Eva Decroix.
V červnu 2025 uvedl, že zvažuje konec v politice. Spolu s Blažkem skončil na Ministerstvu spravedlnosti i jeho náměstek (a dlouholetý obchodní partner) Radomír Daňhel, který podepsal darovací smlouvu na bitcoiny.
V srpnu 2025 se, po zatčení policií Jiřikovského, Blažek rozhodl dále se veřejně vyjadřovat k bitcoinové kauze, což vedlo jeho nástupkyni ministryni spravedlnosti Eva Decroix k nezvykle ostré reakci směřující na Blažka: „Hele, Pavle, nechtěl bys nás, aspoň z nějaké elementární právní či politické kolegiality, ušetřit názorů, jak je to všechno úplně v pohodě? Je to celé od začátku úplně blbě a tyhle moudra jsou teď ministerstvu fakt platný, jak mrtvýmu zimník!“ podepsal darovací smlouvu na bitcoiny.